# Castello di Reichenau an der Rax
Il castello di Reichenau an der Rax (Schloss Reichenau in tedesco) si trova nel comune austriaco di Reichenau an der Rax nel distretto di Neunkirchen, in Bassa Austria, e le sue prime strutture risalgono al XII secolo.

## Storia
Furono i signori di Stuppach-Klamm a far edificare le prime strutture del castello di Reichenau intorno al 1190. Il primo riferimento su documenti dell'allora referente, Perchthold de Reichenau, risale al 1256. La famiglia Reichenau risultò poi a lungo beneficiaria del castello, e sembra verosimile fosse imparentata coi signori di Stuppach-Klamm. All'inizio del XIV secolo la proprietà passò ai fratelli Konrad e Niklas von Fallbach e in seguito il duca Ottone IV d'Asburgo acquistò la proprietà e la concedette al monastero di Neuberg, che aveva fondato sei anni prima. I monaci dell'Ordine cistercense mantennero il dominio sul castello per circa 450 anni ampliandolo a più riprese. In particolare nel 1614 fu l'abate Kaspar III Seemiller von Landsberg che ne decise la modernizzazione delle strutture difensive e con l'abate Balthasar II Huebmann venne costruito il muro di cinta esterno. Seguì un periodo di prop
rietà diverse e, anche a causa di un evento sismico avvenuto nel 1826, l'edificio divenne di fatto inagibile. Nella prima metà del XIX secolo parte del castello, quella dove si trovava la cappella, venne ricostruita. Nel 1870 la proprietà venne in parte acquisita dai fratelli Alois e Michael Waissnix ma il castello rimase senza residenti sino a quando, nel 1871, venne affittato dall'arciduca Carlo Ludovico. Già nel 1874 tuttavia l'arciduca si trasferì e il palazzo rimase nuovamente disabitato. Per alcuni anni vi si trasferì la famiglia Waissnix e in parte ospitò turisti estivi sino a quando, nel 1992, l'ultima erede della famiglia, Margarethe Bader Waissnix, donò il castello alla comunità di Reichenau an der Rax che decise per la sua ristrutturazione e l'utilizzo come sede della mostra permanente Patrimonio culturale Reichenau.

## Descrizione

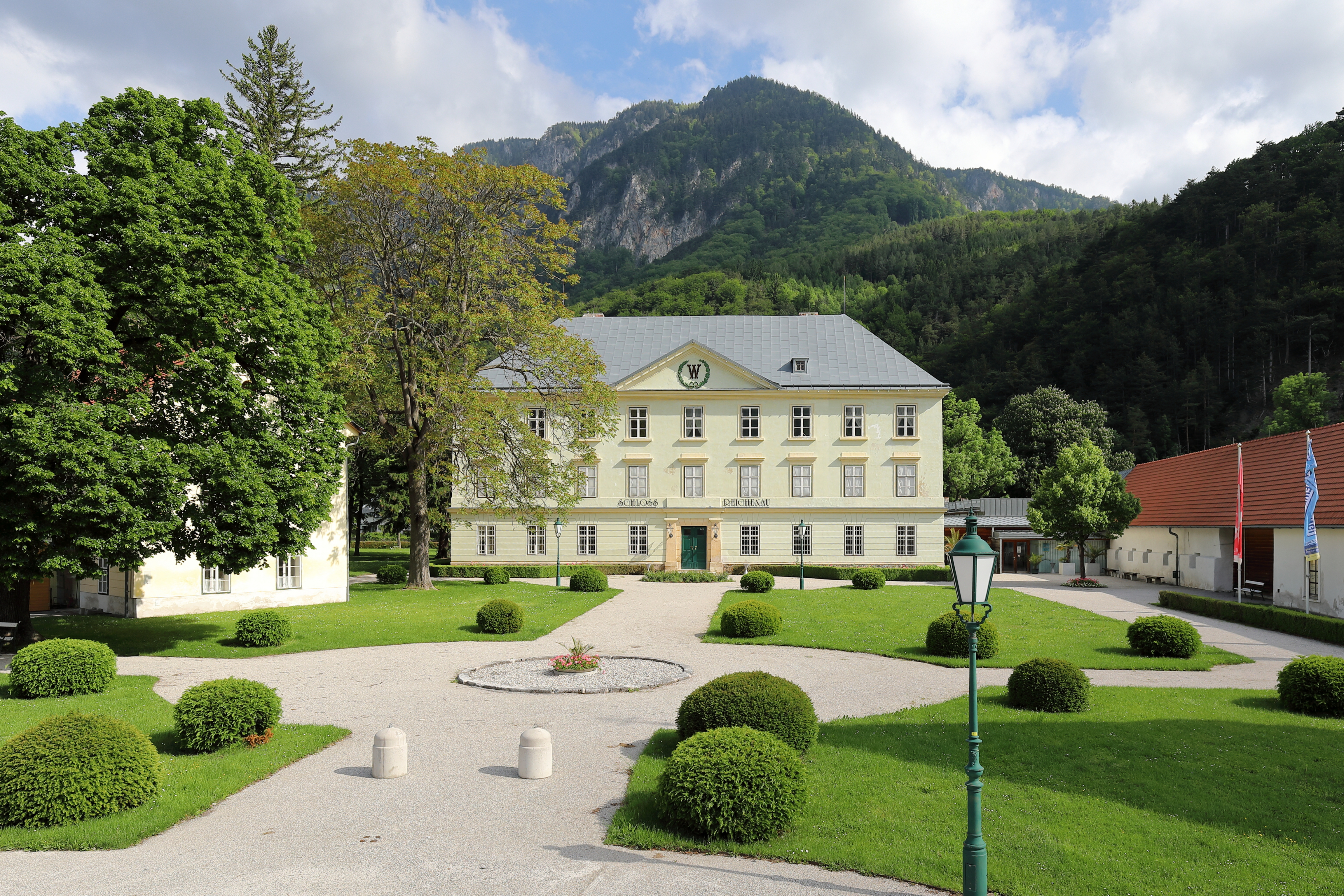
Castello di Reichenau an der Rax con il suo giardino

Il castello si trova ai piedi dell'Haberge sulla riva sinistra dello Schwarza nel comune austriaco di Reichenau an der Rax nel distretto di Neunkirchen, in Bassa Austria. Dell'antico complesso storico sono visibili solo piccoli tratti della cinta muraria, due torri di difesa rotonde e la grande torre della cappella. L'edificio principale su pianta rettangolare ha la facciata abbastanza semplice con tre piani. Il piano terra bugnato ha il portale affiancato da due lesene doriche ed è separato dai due piani superiori da un cornicione continuo. Nel grande frontone triangolare neoclassico che conclude la facciata il timpano conserva la grande W che rimanda alla famiglia Waissnix. Sul lato nord dell'edificio si apre il cortile quadrangolare col portale con arco a tutto sesto. Nell'angolo nord-ovest si erge il torrione circolare che all'interno risulta scarsamente illuminato. A completare la struttura del castello si conserva il fabbricato fabbricato costruito nel XVI secolo destinato a magazzino per i prodotti agricoli poi ampliato in una villa. Le sale del maniero sono utilizzate come sede museale per un'esposizione permente.
Il castello di Reichenau in Austria è un bene sottoposto a tutela artistica col numero 129019.